# Triumfetta keniensis
Triumfetta keniensis är en malvaväxtart som beskrevs av R. E. Fries. Triumfetta keniensis ingår i släktet triumfettor, och familjen malvaväxter. Inga underarter finns listade i Catalogue of Life.